# Bosco di Volano
Bosco di Volano este o arie protejată (arie specială de conservare — SAC, sit de importanță comunitară — SCI, arie de protecție specială avifaunistică — SPA) din Italia întinsă pe o suprafață de 400 ha, din care 30 % marine.

## Localizare
Centrul sitului Bosco di Volano este situat la coordonatele 44°46′55″N 12°15′35″E / 44.781944°N 12.259722°E.

## Înființare
Situl Bosco di Volano a fost declarat sit de importanță comunitară în iunie 1995 pentru a proteja 22 de specii de animale. Alte tipuri de protecție:
- arie de protecție specială avifaunistică (în august 1999)[3]
- arie specială de conservare (în decembrie 2019)[2][4][5]

## Biodiversitate
Situată în ecoregiunea continentală, aria protejată conține 10 habitate naturale: Vegetație anuală la limita mareei, Pășuni mediteraneene udate de apa mării (Juncetalia maritimi), Dune împădurite cu Pinus pinea și/sau Pinus pinaster, Dune mobile de-a lungul țărmului cu Ammophila arenaria („dune albe”), Pajiști umede mediteraneene cu ierburi înalte de Molinio-Holoschoenion, Lacuri eutrofice naturale cu vegetație de tip Magnopotamion sau Hydrocharition, Tufărișuri halofile mediteraneene și termo-atlantice (Sarcocornetea fruticosi), Păduri de Quercus ilex și Quercus rotundifolia, Dune de coastă fixe cu vegetație erbacee („dune gri”), Dune mobile cu vegetație embrionară.
La baza desemnării sitului se află mai multe specii protejate:
- păsări (16): pescăruș albastru (Alcedo atthis), ciuf-de-pădure (Asio otus), cucuvea (Athene noctua), caprimulg (Caprimulgus europaeus), lăstun de casă (Delichon urbicum), egretă mică (Egretta garzetta), cufundar polar (Gavia arctica), cufundar mic (Gavia stellata), Hippolais polyglotta, rândunică (Hirundo rustica), privighetoare (Luscinia megarhynchos), prigoare (Merops apiaster), ciuf-pitic (Otus scops), turturică (Streptopelia turtur), huhurez mic (Strix aluco), silvie de câmp (Sylvia communis)
- mamifere (2): liliac cu urechi de șoarece (Myotis blythii), liliac comun (Myotis myotis)
- nevertebrate (1): fluturele purpuriu (Lycaena dispar)
- pești (1): Aphanius fasciatus
- reptile (2): Caretta caretta, țestoasa de baltă (Emys orbicularis)

Pe lângă speciile protejate, pe teritoriul sitului au mai fost identificate 11 specii de plante, 3 specii de amfibieni, 3 specii de mamifere, 5 specii de nevertebrate.